# Otto Rank
Otto Rank , született Otto Rosenfeld (Bécs, 1884. április 22. – New York, 1939. október 31.) osztrák pszichoanalitikus, író, tanár és terapeuta.

## Életpályája
20 éven át Sigmund Freud egyik legközelebbi munkatársa volt. Szerkesztője volt a két legfontosabb analitikus folyóiratnak, illetve ügyvezető igazgatója Freud kiadójának. 1926-ban elhagyta Bécset és Párizsba ment. Élete hátralevő részében Franciaországban és az USA-ban foglalkozott pszichoanalízissel.

### ABécsi Pszichoanalitikus Társaság
1905-ben a 21 éves Otto Rank bemutatott egy rövid kéziratot, egy tanulmányt, amely annyira lenyűgözte Freudot, hogy meghívta a szerzőt, hogy legyen a titkára a feltörekvő Bécsi Pszichoanalitikus Társaságnak. Így lett Rank az első fizetett tagja a pszichoanalitikus mozgalomnak, és Freud „jobbkeze” majdnem 20 éven át. 
Rank egyike volt Freud hat munkatársának, akik összegyűltek egy titkos bizottsággá, egy „gyűrűvé”, hogy megvédjék a pszichoanalitikus áramlatot, például jogvitákban. A körhöz orvosok, írók, művészek is tartoztak. Rossz előjelnek számított azonban, hogy nem volt a tagok közt egyetértés. Rank volt a legtermékenyebb szerzője a „gyűrűnek” amellett, hogy Freud maga terjesztette ki a pszichoanalitikus elméletet a legendáknak, mítoszoknak, művészeteknek és a kreativitás egyéb alkotásainak. Rank szorosan együttműködött Freuddal, közreműködött két fejezetnyi mítosz és legenda megírásában, Az álomfejtés című könyv későbbi kiadásaiban. Neve sok éven át szerepelt Freud neve alatt a címlapon, ez volt Freud egyik legnagyobb munkája.
1915 és 1918 között Rank a Nemzetközi Pszichoanalitikus Egyesület titkára volt, melyet Freud alapított 1910-ben. A csekély létszámú pszichoanalitikus világban mindenki megértette, hogy mennyire tiszteletben tartja Freud Rank munkásságát és az ő burjánzó kreativitását a bővülő pszichoanalitikus elmélet terjesztésében, miszerint gondolatainkat és tetteinket nagyrészt tudattalan folyamatok irányítják. Paul Roazen volt az első tudós, aki Freud and His Followers című könyvének Rankról szóló fejezetében megmutatta, milyen közel álltak Freudhoz Rank és felesége, Tola, aki egy kiváló analitikus volt.
1924-ben megjelent Rank Das Trauma der Geburt und seine Bedeutung für die Psychoanalyse című könyve (angolra fordítva 1929-ben The Trauma of Birth címmel), melyet Rank Freudnak ajánlott születésnapi ajándékként. A tudattalannak az intellektuális felfogóképesség számára hozzáférhetetlen voltát hangsúlyozta. De mi pontosan ez a megismerhetetlen tudattalan? Ödipális? Preödipális? Azt vizsgálta, hogy a művészet, a mítosz, a vallás, a filozófia és a terápia hogyan van megvilágítva a szeparációs szorongás által az Ödipusz-komplexus kialakulása előtti fázisban. De Freud elméletében nem volt ilyen szakasz. Freud fáradhatatlanul azt magyarázta, hogy az Ödipusz komplexus volt a magja a neurózisnak és a művészet, mítosz, a vallás, a filozófia, a terápia alapító forrásának – sőt minden emberi kultúrának és civilizációnak. Ez volt az első alkalom, hogy valaki a belső körből azt merte sugallni, hogy az Ödipusz-komplexus talán nem a legfőbb okozati tényező a pszichoanalízisben.
Rank volt az első, aki használta a "pre-Ödipusz" kifejezést egy nyilvános pszichoanalitikus fórumon 1925-ben. 1930-ban saját írásainak önelemzésekor megfigyelte, hogy a pre-ödipuszi szuper-ego azóta eléggé hangsúlyozott lett Melanie Klein írásaiban, anélkül, hogy őt megemlítené. 1924-től Rank A születés traumájára egy egész elméletet és terápiás módszert konstruált. Az anya és gyermeke születés körüli, majd kissé később prenatális kapcsolatuk a pszichoanalitikusok érdeklődési körébe került. Az Oxford English Dictionary következő kiadásában, Rank került jóváírásra a „pre-Ödipusz” kifejezés megalkotásáért, amelyet korábban tévesen gondoltak Freud és Klein által bevezetett szónak.
Említett művében a tanítvány azt fejti ki, hogy a megszületés életünk első nagy traumája: az anyaméh békés és háborítatlan világából hirtelen kiűzetünk. Aztán ez a megrázkódtatás – az anyától való elszakadás – az életünk minden nagyobb szorongásos válságának alapesete lesz: ez jelenik meg a fejlődés során lassan elinduló és eltávolodó gyermekben, az Ödipális-konfliktusban, életünk nagy döntési dilemmáiban, de még a haldoklásban is. Életünk minden fontos változása, váltása és döntése valójában elszakadás, és minden ilyen helyzetben szorongást élünk át. „Amikor írtam, magam sem értettem” – mondta Rank egy barátjának a könyvről 1933-ban. „A könyv annak az elképzelésnek a nagyszabású víziója, hogy a világot a szeparáció irányítja”, nemcsak az anyától vagy „belső tárgyaktól”, de a jelentős személyek mentális reprezentációitól is.
Rank az 1924-ben megszületett művével, bár abban a születésről ír, mégis egy kapcsolat halálát idézte elő. A mester és barát Sigmund Freud úgy érezte, hogy tanítványa A születés traumája című munkájával letért az ortodox pszichoanalízis szűk ösvényéről, s ezért némi tétovázás után – Jung, Adler és mások után – a kedvenc tanítvánnyal is végleg megszakította kapcsolatát, jelezve a többi tagnak saját belső köréből, hogy Rank veszélyesen közel volt az „anti-Ödipusz eretnekséghez”. Szembesülve Freud határozott ellenállásával, Rank tiltakozásul lemondott a Bécsi Pszichoanalitikus Társaság alelnöki posztjáról, Freud kiadójának igazgatói pozíciójáról, illetve az Imago és a Zeitschrift társ-szerkesztőségéről. Legközelebbi barátja, Ferenczi Sándor, akivel Rank együttműködött az 1920-as évek elején az új tapasztalati, objektum-relációs és „itt és most” megközelítések kezelésében, eleinte kételkedett Rank pre-Ödipusz elméletének a jelentőségében, de Rank ellenvetéseiben a klasszikus analitikus technikát illetően nem.
1927-ben egy előadáson, Rank megjegyezte, hogy a sebészi terápia kiirtja és elszigeteli az egyént érzelmileg, mivel próbálják tagadni az érzelmi életet. A pszichoanalízis túlságosan tág teret adott a szexualitásnak. Freud kezdettől végig ismételgette, hogy az emberi jelenségek – minden érzés, szeretet, gondolat, akarat – oka, ha rejtetten is, a nemi késztetés. Rank szerint érzelmeink maguk a kapcsolataink. Az érzelmi élet tagadása az akarat, az alkotói élet, valamint az interperszonális kapcsolatok tagadása is egyben.
Rank soha nem tagadta, hogy a szexualitás biológiailag alapvető. De tudta, hogy minden érzelmi tapasztalat – érzés, szeretet, gondolat, akarat – szexualitássá redukálása Freud egyik legnagyobb tévedése volt, és „folytonos zavar forrása lett, amit tanítványai hosszú időre állandósítottak”.
Noha senki nem figyelt rá, Rank mutatott rá először erre a zavarra az 1920-as évek végén. Freudnál – írja Rank Will Therapy című művében – „az érzelmi élet a szexuális szférából alakul ki, ennélfogva nála a szexualizáció valójában emocionalizációt jelent”. „A szexuális élmény túlságosan korlátozott jelentést kapott", mondta egyszer Otto Rank Anais Ninnek. „A pszichoanalízisben még mindig láthatók ennek következményei, abban a téves elképzelésben, hogy mivel a szexualitás biológiailag alapvető, ezért vezető szerepet is kell játszania”.
Nehezen megfogható Rank képe a szexualitásról, amely jóval messzebb ment az „az ok” felfedésénél. „Az árnyak szeretője számára semmi nem vész el” – mondja Nin, egykori terapeutájára és szeretőjére, Otto Rankra utalva. „A rejtély megmarad”.
Ferenczi megrémült a Freuddal való kapcsolat elvesztésének lehetősége miatt, azért megszakította Rankkal való kapcsolatát. „Ő volt a legjobb barátom, és nem volt hajlandó beszélni velem.”- mondta Rank.

### Bécs utáni élete és munkássága
1926 májusában Rank Párizsba költözött, ahol ő lett a pszichoterapeutája olyan művészeknek, mint Henry Miller és Anais Nin és előadásokat tartott a Sorbonne-on.
Rank szerint, minden érzelmi élet megalapozója a jelen. A Will Therapy-ban megjelent, hogy Rank az „itt és most” kifejezést először használja a pszichoterápiás irodalomban. Freud megalkotta a múltbéli elfojtás fogalmát, melyek a tudattalanná váló emlékek és motivációk révén nagy hatással vannak a személy viselkedésére. Ahelyett a szó helyett, hogy Verdrängung (elfojtás), mely arra fektette a hangsúlyt, hogy a tudattalant elnyomták a múltban, Rank inkább azt a szót használta, hogy Verleugnung (tagadás), amelynek középpontjában inkább a beteg jelene áll. Ahogy Otto Rank mondta, minden, amit önmagunkban megvalósítunk, megváltoztatja a külső valóságot is.
1926-1939-ig Franciaországban, majd Amerikában Rank nagy sikereket ért el, mint terapeuta és író. Gyakran tartott előadásokat egyetemeken, mint a Harvard, a Yale, a Stanford Egyetem és a University of Pennsylvania. Rank persona non grata volt a hivatalos pszichoanalitikus világban. „A pszichológián túl születtem, és azon túl akarok meghalni” – írta Otto Rank 1939 júniusában, halála előtt négy hónappal – „de elsősorban azon túl akarok élni – és valaha ez volt az utam”.
1939 októberében, 55 éves korában New Yorkban Rank vesefertőzés következtében hirtelen meghalt, egy hónappal azután, hogy Freud 83 évesen, jom kippurkor, a zsidó bűnbánat napján, orvosi segítséggel öngyilkos lett Londonban. „Komisch”, suttogta Rank a halálos ágyán: „furcsa, különös, komikus”.
Freuddal ellentétben, aki különleges írói adottságaiért Goethe-díjat kapott, Rank nem volt az írás mestere. „Egyszerűséget szeretnék” – vallotta meg Jessie Taftnak. „Minden egyébbel már rendelkezem”.
Rank írásai sokáig megzavarták az őt félreértő Freud-követőket, akik azt állították, hogy Rank „száműzte a tudattalant” Will Therapy, Art and Artist és Beyond Psychology című műveiből.
Az utóbbi évtizedben sor került Rank posztfreudiánus munkájának alaposabb értékelésére. Ma sokan tekintik Rankot a modern pszichoterápia három fő irányzata, a humanisztikus, az egzisztenciális és a tárgykapcsolati megközelítés legjelentősebb előfutárának. Rank újrafelfedezése 1973-ban, a Pulitzer-díjas Ernest Becker The Denial of Death című művével indult meg, aki Rank posztfreudiánus írásait egyesítette Kierkegaard egzisztencializmusával.

## Magyarul megjelent művei
- A születés traumája; ford. Frigyes Júlia; Oriold és Társai, Bp., 2017